# 安德烈亚斯·塞尔温
安德烈亚斯·塞尔温（瑞典語：Andreas Cervin，1888年10月31日—1972年2月14日）是一名瑞典男子体操运动员。他曾获得1908年夏季奥运会体操比赛男子团体全能金牌。他于1972年在哥德堡去世，享年79岁。